# Unnecessary Mountain
Unnecessary Mountain är ett berg i Kanada.   Det ligger i provinsen British Columbia, i den sydvästra delen av landet, 3 500 km väster om huvudstaden Ottawa. Toppen på Unnecessary Mountain är 1 548 meter över havet, eller 130 meter över den omgivande terrängen. Bredden vid basen är 1,5 km.
Terrängen runt Unnecessary Mountain är bergig åt nordost, men åt sydväst är den kuperad. Havet är nära Unnecessary Mountain västerut. Runt Unnecessary Mountain är det tätbefolkat, med 550 invånare per kvadratkilometer.. Närmaste större samhälle är West Vancouver, 9,4 km söder om Unnecessary Mountain. 
I omgivningarna runt Unnecessary Mountain växer i huvudsak barrskog.